# 唐荣锡
唐荣锡（1928年11月—2020年10月2日），男，汉族，安徽歙县人，中国计算机图形学专家，北京航空航天大学教授，曾任中国图学学会理事长。